# Stade De Schalk
Le stade De Schalk (familièrement : De Schalk) était un stade de football situé dans la commune de Willebroek dans la Province d'Anvers.
L’enceinte a été l’antre du club porteur du « matricule 85 » de l’URBSFA sous ses deux appellations: Willebroekse SV puis K. VC Willebroek-Meerhof.

## Histoire
Le stade a accueilli des rencontres de Division 2 (2 saisons) et de Division 3 (43 saisons).
Mis en faillite, en mai 2012, le matricule 85 a été radié. Le stade qui reste inoccupé est victime de vandales qui détériorent les installations. Peu après, les autorités communales décident de restructurer le site. Le vénérable « De Schalk » est condamné à disparaître et devrait laisser la place à in complexe sportif « indoor ».

### Sources et liens externes
- (nl) Article du journal « Het Nieuwsblad » parlant d’actes de vandalisme au stade De Schalk (Edition du 04/12/2012)